# Svartfruktig torvlav
Svartfruktig torvlav (Placynthiella hyporhoda) är en lavart som först beskrevs av Theodor 'Thore' Magnus Fries, och fick sitt nu gällande namn av Coppins & P. James. Svartfruktig torvlav ingår i släktet Placynthiella och familjen Trapeliaceae.  Arten är reproducerande i Sverige. Inga underarter finns listade i Catalogue of Life.